# Trogulus setosissmus
Trogulus setosissmus is een hooiwagen uit de familie kaphooiwagens (Trogulidae).